# Церква і монастир Святого Франциска (Сальвадор)
Церква і монастир Святого Франциска  (порт. Convento e Igreja de São Francisco) — католицький храм і монастир у Бразилії, в місті Сальвадор. Розташований в історичному центрі. Недалеко від монастиря розташована ошатна церква Третього Ордену Святого Франциска. Ченці францисканського ордену прибули до Сальвадору в 1587 році і побудували на цьому місці монастир і церкву. Ця споруда була зруйнована голландцями під час голландського вторгнення в Баію в наступному столітті. В 1686 році отець Вісенте дас Шагас ініціював будівництво поточної будівлі, яка була завершена в XVIII столітті. Францисканська церква та монастир мають найбільшу кількість азулежу (55 000) серед усіх церков у Латинській Америці.
Монастир і церква є важливими колоніальними пам'ятками Бразилії. У 1938 році Національний інститут історичної та художньої спадщини включив його до списку історичних споруд. Монастир, церква та церква Третього ордену є одним із семи чудес світу португальського походження та є невід'ємними частинами історичного центру Сальвадора, що входить до списку Всесвітньої спадщини ЮНЕСКО.

## Історія
Ченці францисканського ордену прибули до Сальвадору в 1587 році на запрошення дона Антоніо Муніса Баррейроса, третього єпископа Баії. Їхнє прибуття до Баії відбулося після прибуття єзуїтів, які прибули разом з Томе де Суза, першим генерал-губернатором Бразилії, і побудували свій коледж і каплицю єзуїтів у 1564 році. Брат Мельхіор де Санта-Катаріна, священик-кустодіан Олінди, у 1585 році надіслав звернення до папи Сікста V із проханням заснувати на цьому місці монастир. Францисканці спочатку оселилися в різних резиденціях і каплицях на місці нинішнього францисканського костелу, монастиря та церкви третього ордену. Того ж року, Мельхіор де Санта-Катаріна послав до Сальвадору братів-францисканців Антоніо да Ілью та Франсіско де Сан-Боавентуру, будівництво жіночого монастиря почалося в 1587 році.
Незабаром францисканці побудували монастир і церкву, але вони були зруйновані під час голландського вторгнення в Баїю в XVII столітті. Роботи на нинішньому монастирі почалися в 1686 році під керівництвом отця Вісенте дас Шагаса за грандіозним проектом, який тривав десятиліттями.
Будівництво сучасної церкви та жіночого монастиря розпочалося у 1708 році, про що свідчить закладка фундаментного каменю. Споруда була завершена в 1723 році. Інтер'єр прикрашали кілька художників протягом більшої частини XVIII століття. Більшість оздоблення костелу та монастиря було закінчено до 1755 року. Будівництво церкви Третього Ордену Святого Франциска, розташованої безпосередньо поруч із церквою францисканців, велося паралельно між 1702 і 1870 роками.

## Структура

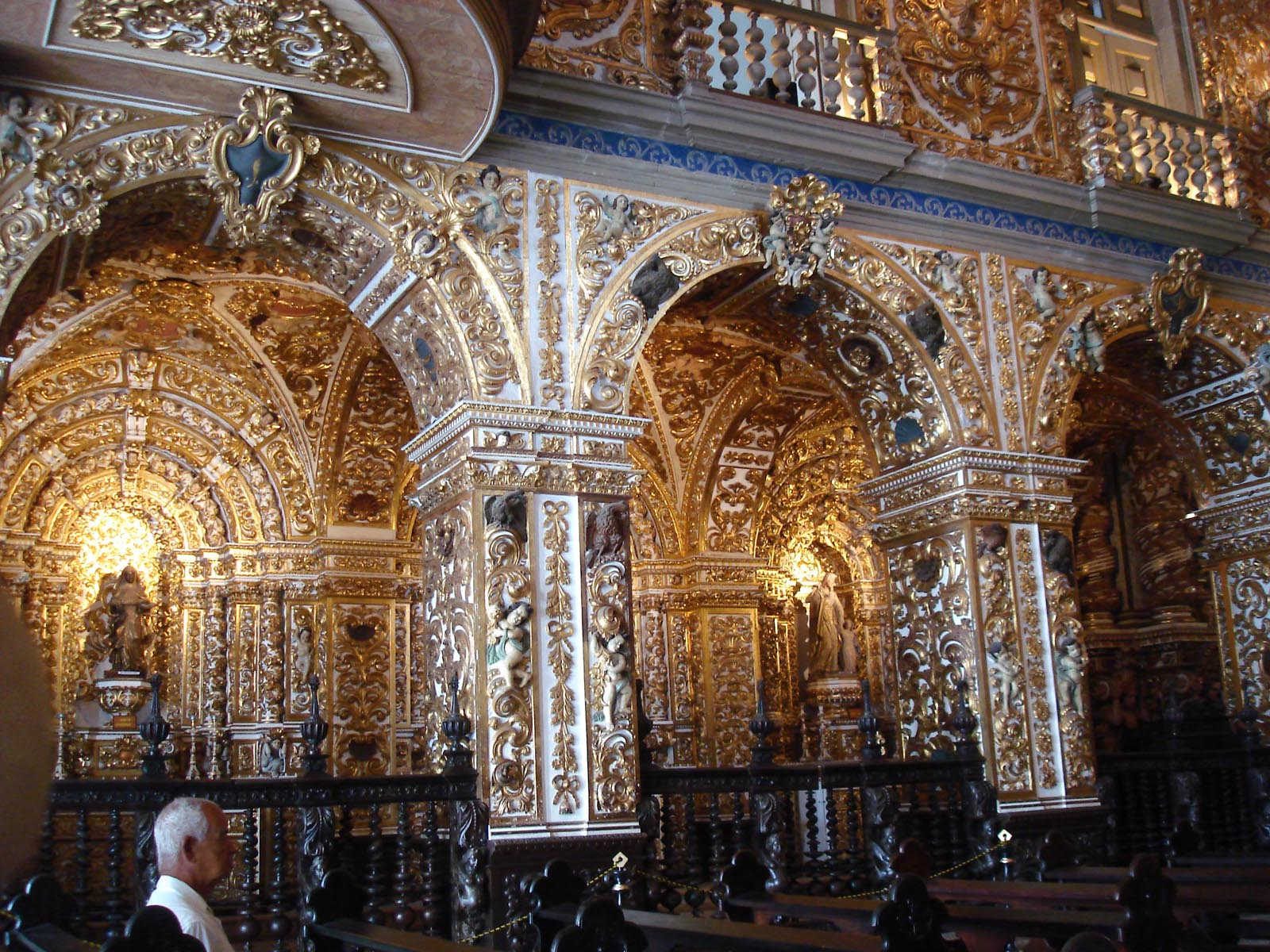
Нава церкви. Зверніть увагу на розкішну золотисту деревину, яка покриває всі поверхні

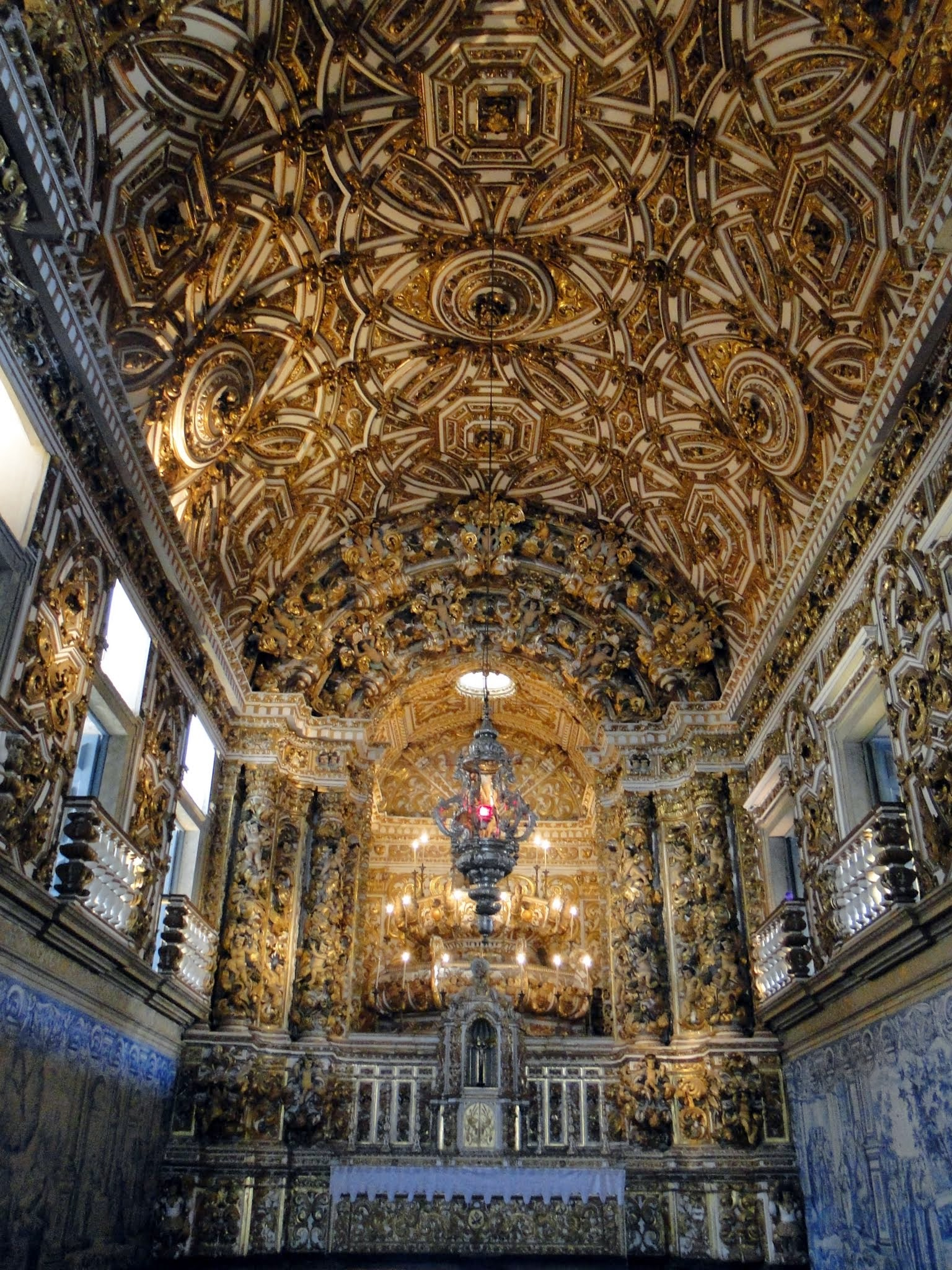
Інтер'єр церкви

Церква Сан-Франциско в Сальвадорі побудована з баійського пісковика, включаючи стіни, пілястри та фасад. Якийсь пісковик існував на півострові Ітапагіпе в 18 столітті, але пізніше елементи пісковика були привезені з Ягуарібе та Велья Бойпеба у внутрішніх районах Баії. Вісім масивних колон, які підтримують хор, виготовлені з байського пісковику та демонструють уламки, характерні для пісковику регіону. Використання місцевого пісковику відрізняється від широкого використання португальського вапняку ліоз, який використовується в кафедральній базиліці Сальвадора та церкві Носса-Сеньора-да-Консейсан-да-Прайя, нині Базиліка Непорочного Зачаття.
Церква Сан-Франциско в Сальвадорі є незвичайною серед францисканських будинків північно-східної Бразилії тим, що має неф із трьома проходами, тоді як більшість інших францисканських церков регіону мають лише один неф. На кожному з бічних нефів розташовано по три бічні каплиці. Костел має прямокутну форму без виступаючих рамен трансепту та головної каплиці. Здається, на план поверху вплинула церква Сан-Франциско в Порту (фактично готична будівля) і єзуїтські плани Сан-Роке в Лісабоні та єзуїтська церква Сальвадору. Церква складається з нави та приділу, трансепт, хор, бічні коридори, тамбур, який служить входом; a sala do capítulo, великий монастир, який служить кімнатою зборів для порядку, ризниця, бібліотека, і численні приміщення, які обслуговують монастир.

### Фасад
Головний фасад звернений до великої прямокутної площі Largo do Cruzeiro з великим кам'яним хрестом. Фасад демонструє вплив архітектури маньєризму через єзуїтську церкву Сальвадору серед інших будівель. Для фасаду використовувався піщаник з кар'єру Боа Віагем, розташованого на півострові Ітапагіпе. Кар'єр був пожертвою отців францисканців. Як і собор Сальвадору, він має три портали та дві флангові дзвіниці . Верхня частина фасаду (фронтон) фланкована складними воютами. У центрі монументального фронтону знаходиться статуя святого Франциска Ассіського з білого мармуру. Нині він покритий шарами фарби і розміщений у ніші кінця першої половини XVIII ст. Над статуєю розміщено рельєф із зображенням гербів францисканського ордену. Гладка плитка, що вкриває вежі, також відноситься до більш пізнього періоду і служить для того, щоб підкреслити головну частину фасаду, яка спочатку була виконана з темного пісковику. Плитка була додана пізніше, щоб «підкреслити основну частину фасаду».

### Крузейро де Сан-Франциско
Великий хрест із ліозового мармуру, привезений із Лісабону, стоїть на широкій площі перед церквою. Великий хрест (порт. cruzeiro) був спільним для францисканських церков у Бразилії; він розмежовував сакральний простір міської території. Крузейро церкви Сан-Франциско має висоту 8 метрів (26 футів) на квадратній основі 5,5 на 5,5 метрів (18 футів) . Хрест датований 1807 роком і має напис латинською мовою. Площа перед церквою Святого Франциска тепер названа на честь хреста та відома як Largo do Cruzeiro de São Francisco. Незважаючи на те, що він розташований у громадському місці, крузейро належить до Третього ордена Святого Франциска Сальвадорського.

### Вівтар і нава

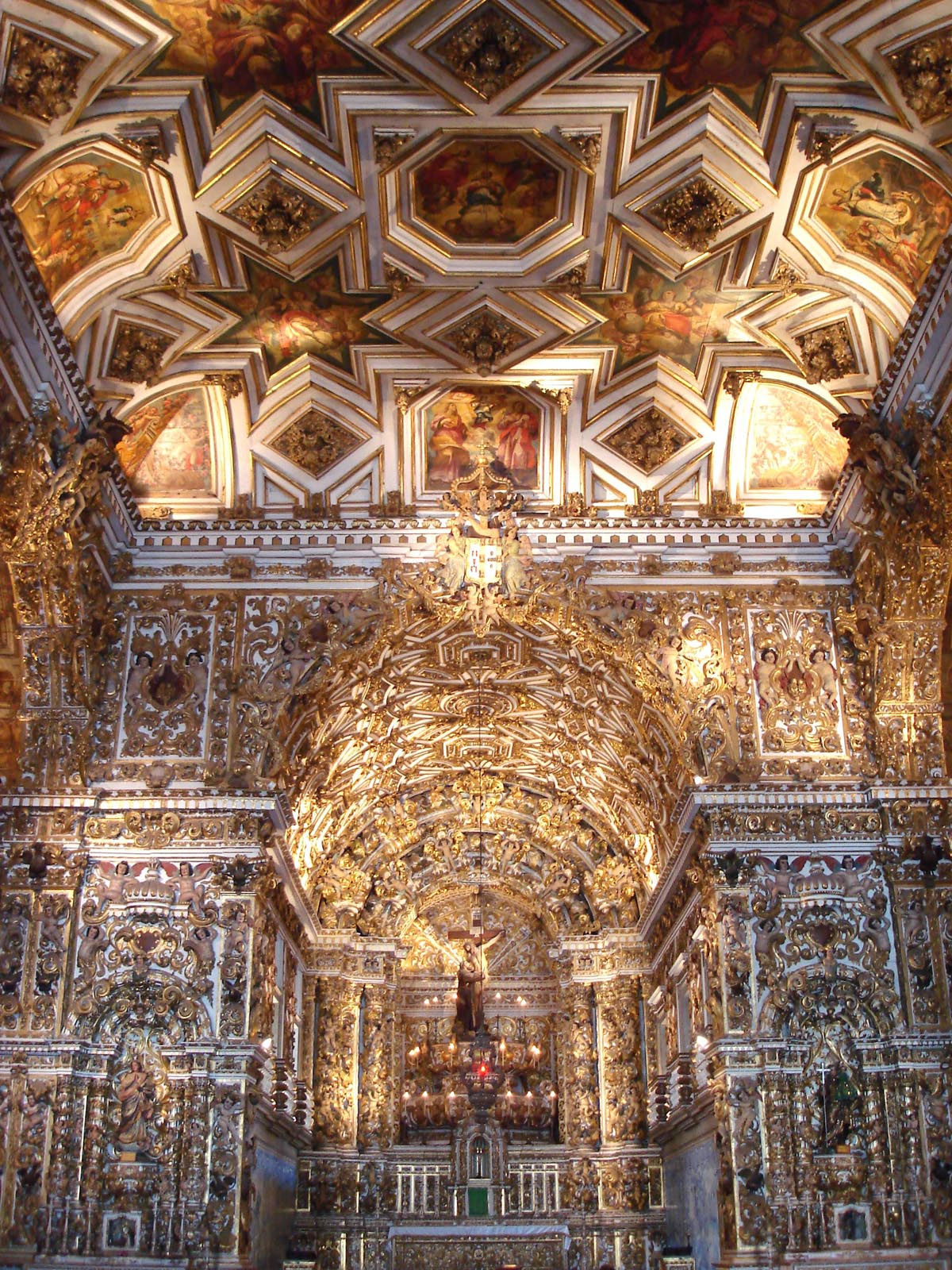
Перехрестя та головна каплиця церкви. Зверніть увагу на дерев'яні панелі з розписом на стелі.

Найважливішою характеристикою церкви є її пишне внутрішнє оздоблення, виконане переважно в першій половині XVIII століття. Усі внутрішні поверхні — стіни, колони, склепіння та стелі — покриті золотими скульптурними позолоченими виробами з дерева та розписом. Вівтарі мають Соломонові колони та концентричні арки, прикрашені золотим листям, ангелами та птахами. Склепіння проходів перекрито дерев'яними панелями з розписом. Особливої уваги заслуговують різьблені зображення восьми масивних атлантів, які підтримують бічні вівтарі.
Панелі з біло-блакитної плитки (azulejo), створені Бартоломеу Антунесом де Жезусом і імпортовані з Лісабона, покривають нижню частину стін головної каплиці та трансепту та зображують сцени життя святого Франциска Ассізького. Оздоблення церкви вважається одним із найповніших і найзначніших у португальсько-бразильському бароковому мистецтві позолоченого дерева (talha dourada), будучи ідеальним зразком «золотої церкви» (igraja dourada).
Монастир Сан-Франциско також є важливим сховищем мистецтва бароко. Дерев'яна стеля вестибюлю (portaria) була розписана сценами в ілюзіоністичній перспективі Хосе Жоакімом да Роша в 1774 році.
Два асперсоріуми розташовані нижче рівня хорів у центрі нави. Вони виготовлені з бреша Аррабіда, різнокольорового вапняку з Португалії різного кольору, але переважно червонувато-коричневого, і були подарунком короля Португалії Іоанна V. Бреша Аррабіда також використовувався на колонах і вівтарях монастиря Ісуса Сетубалського .

### Монастир
Клуатр церкви і монастиря Святого Франциска був побудований між 1707 і 1752 роками. Складається з двох історій. Фрей Альваро да Консейсао замовив Камінь для будівництва монастиря з острова Бойпеба в сучасному Каїру, Баія. Монастир, оточений арками, що підтримуються кам'яними колонами, а його доріжки створювали тінь від суворого клімату Бразилії. Він служив місцем для приватних роздумів, громадських зборів, внутрішніх процесій — на відміну від публічного використання церкви.
Монументальний набір синьо-білих плиткових панелей азулежу був розміщений навколо всього монастиря в останніх етапах будівництва. З приблизно 50 000 азулежо в церкві та монастирі, 35 000 використовуються в монастирі. Азулежу, як і ліозовий мармур, було доставлено до Бразилії в баласті португальських кораблів. Азулежу були виготовлені в Португалії невідомим майстром. Іноді їх приписують Бартоломеу Антунесу да Ісусу, але вони сильно відрізняються від інших його творів. Тійс Вестстейн приписує їх португальській команді художників, які працюють у Нідерландах, ймовірно, у Делфті.
Твори мистецтва азулежосу були натхненні роботами фламандського художника Отто ван Вена, також відомого як Октавіус Ваеніус (бл. 1556 — 6 травня 1629), надрукованими в книзі емблем Квінті Гораті Флаччі Емблемата, вперше опублікованій у 1607 році. Деякі панелі безпосередньо відповідають принтам у книзі. На панелях азулежос, яких налічується 37, зображені міфологічні сцени з моралізаторськими алегоріями римського поета Горація. Кожна панель оточена декоративною рамою з флори, ваз і маскаронів; кожна панель також має латинський напис на своїй основі. Вони по-різному зображують громадян, воїнів, язичницьких богів, фауну, флору, європейську архітектуру, путті. Азулежу виготовляли в Португалії та прибули до Баії між 1743 і 1746 роками; їх встановлення було завершено в 1748 році.

### Ризниця
Ризниця церкви та монастиря Сан-Франциско розташована безпосередньо за головним вівтарем, і доступ до неї здійснюється з обох боків від вівтаря через каплиці. Він має велику ризницю з вівтарем у центрі та інші різьблені барокові меблі. Стіни вкриті португальським азулежу 17-го століття; стеля ретельно кесонна. Lavabo виготовлено з біло-червоного вапняку ліозу з мотивом францисканського ордена в центрі, зображенням у ніші вгорі та складними мотивами масок на двох кранах.

## Захищений статус
У 1938 році Національний інститут історичної та мистецької спадщини вніс церкву та монастир Сан-Франциско до списку історичних споруд. Споруда зареєстрована в Книзі історичних робіт, напис № 1 та Книга красних мистецтв, напис № 11. Директива датована 31 березня 1938 р.

## Доступ
Церква відкрита для відвідувачів і її можна відвідувати.